# Lorenz Merckl
Lorenz Merckl, född augusti 1754, död 20 juni 1800, var en svensk trumpetare vid Kungliga hovkapellet.

## Biografi
Lorenz Merckl föddes 1754. Han var från 1792 till 1800 trumpetare vid Kungliga hovkapellet i Stockholm och hade titeln överhovtrumpetare. Merckl drunknade 1800.

### Familj
Merckl var gift med Eva Åkerberg.